# Rhymezlikedimez
Robin Velghe (7 juni 1994), professioneel bekend als Rhymezlikedimez, is een Belgische kunstontwerper, illustrator en animator.
Door het combineren van zijn passie voor muziek en beelden begon Robin in 2015 met het creëren van cultureel relevante kunst en videocontent. Hij was de eerste visuele artiest om in de muziekindustrie te werken met een constant herhalende animatie. En dit voor "Neon Guts", een nummer van Lil Uzi Vert feat. Pharrell Williams. Vervolgens werd in het muzieklandschap de term "visualizer" algeheel gezien als een constant herhalende animatie.
Niet snel daarna werd hij internationaal opgemerkt door zijn werk met muzikale artiesten zoals Anderson .Paak, Knxwledge, NxWorries, Wiz Khalifa, Dua Lipa, Bruno Mars, Cardi B en meer. Daarnaast deed hij officiële samenwerkingen met merken zoals Nike, Beats By Dre, Apple en werkte hij samen collecties uit met modemerken KidSuper en BornXRaised.
Rhymezlikedimez' portretten en animaties creëren een esthetiek die een bepaald soort nostalgie en escapisme uitstralen. Robin's werk en het Rhymezlikedimez-universum wordt over de ganse wereld tentoongesteld via fine-art exposities (onder andere tweemaal op Art Basel Miami). Zijn tentoonstellingen worden meestal gekoppeld aan gelimiteerde fysieke en/of NFT-gerelateerde werken. In 2021 stelde hij zijn tentoonstelling 'Meet Me On Cloud 9' voor in Miami waar hij acht geanimeerde NFT's voorstelde rond 'Puff', een van zijn personages. De muziek van deze animaties is van de hand van Chad Hugo (N.E.R.D, The Neptunes). Daarnaast stelde hij ook een limited edition figurine voor dat geïnspireerd werd door zijn visualiser voor Rico Nasty's single 'Time Flies' uit haar album 'Nightmare Vacation' uit 2020.
- MusicBrainz: 8a4937f1-6e00-4c18-9e0c-48016b83f104